# Cristina Juliana de Baden-Durlach
Cristina Juliana de Baden-Durlach (12 de septiembre de 1678 - 10 de julio de 1707) fue una noble alemana de la Casa de Zähringen y por matrimonio Duquesa de Sajonia-Eisenach.
Nacida en el Castillo de Karlsburg en Karlsruhe, Durlach, era la mayor de los cuatro hijos del Príncipe Carlos Gustavo de Baden-Durlach (hermano menor del Margrave Federico VII de Baden-Durlach) y de Ana Sofía de Brunswick-Wolfenbüttel.

## Biografía
La única sobreviviente de sus padres (sus tres hermanos menores murieron todos en la infancia), en Wolfenbüttel el 27 de febrero de 1697 se casó con el Príncipe Juan Guillermo III de Sajonia-Eisenach (hermano menor del Duque Juan Jorge II) como su segunda esposa. Un año después (el 10 de noviembre de 1698), su marido heredó el Ducado de Sajonia-Eisenach tras la muerte sin descendencia de su hermano. 
Durante el matrimonio, Cristina Juliana dio a luz a siete hijos de los que solo tres alcanzaron la edad adulta:
1. Juanita Antonieta Juliana (Jena, 31 de enero de 1698 - Schloss Dahme, 13 de abril de 1726), casada el 9 de mayo de 1721 con el Príncipe Juan Adolfo II de Sajonia-Weissenfels (quien en 1732 heredó el Ducado de su hermano que no tenía hijos).
2. Carolina Cristina (Jena, 15 de abril de 1699 - Philippsthal, 25 de julio de 1743), casada el 24 de noviembre de 1725 con el Landgrave Carlos I de Hesse-Philippsthal.
3. Antonio Gustavo (Eisenach, 12 de agosto de 1700 - Eisenach, 4 de octubre de 1710).
4. Carlota Guillermina Juliana (Eisenach, 27 de junio de 1703 - Erfurt, 17 de agosto de 1774), soltera.
5. Juanita Guillermina Juliana (Eisenach, 10 de septiembre de 1704 - Eisenach, 3 de enero de 1705).
6. Carlos Guillermo (Eisenach, 9 de enero de 1706 - Eisenach, 24 de febrero de 1706).
7. Carlos Augusto (Eisenach, 10 de junio de 1707 - Eisenach, 22 de febrero de 1711).

Un mes después del nacimiento de su último hijo, Cristina Juliana murió en Eisenach, a la edad de 28 años. Fue enterrada en la Iglesia de San Jorge (Georgenkirche), Eisenach.